# Arnett (Oklahoma)
Arnett é uma cidade  localizada no estado norte-americano de Oklahoma, no Condado de Ellis.

## Demografia
Segundo o censo norte-americano de 2000, a sua população era de 520 habitantes. 
Em 2006, foi estimada uma população de 489, um decréscimo de 31 (-6.0%).

## Geografia
De acordo com o United States Census Bureau tem uma área de 
1,1 km², dos quais 1,1 km² cobertos por terra e 0,0 km² cobertos por água. Arnett localiza-se a aproximadamente 746 m acima do nível do mar.

## Localidades na vizinhança
O diagrama seguinte representa as localidades num raio de 36 km ao redor de Arnett. 